# أوديت عيد
كانت أوديت عيد (1922 - 13 يوليو 2019) فنانة لبنانية / برازيلية اشتهرت في البرازيل بتماثيلها بما في ذلك منحوتات الحيوانات الرائعة. توفيت عيد في ساو باولو في عام 2019.

## حياتها وأعمالها

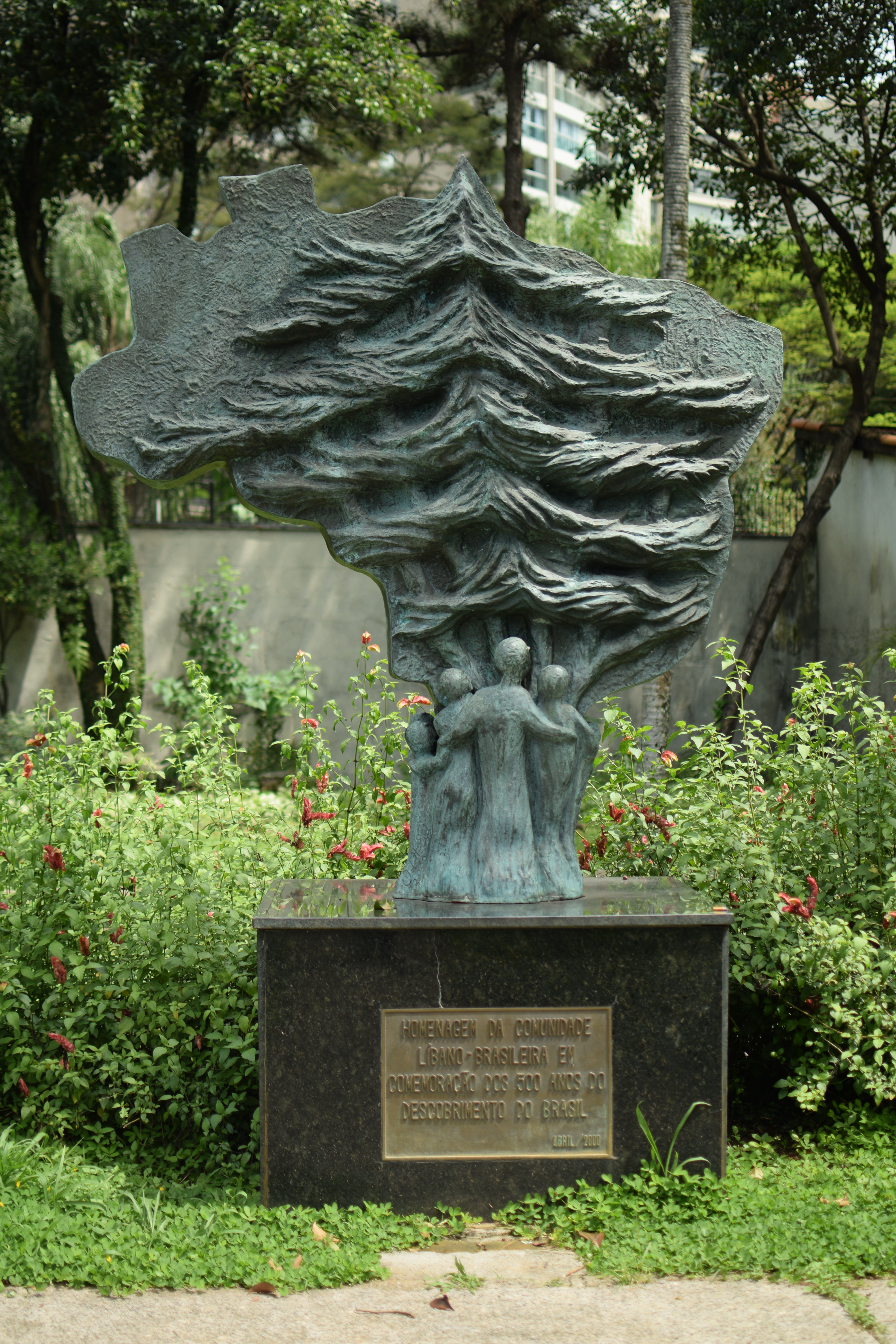
احتفالعيد بمرور 500 عام على البرازيل

ولدت عيد في عام 1922 في زحلة في لبنان وانتقلت إلى البرازيل في سن الثالثة تقريبًا. درست عيد تاريخ الفن في معهد (IADE) للفنون والتصميم والمشاريع الذي يتم تدريسه من قبل باولو راموس ماتشادو.
زارت استوديوهات دومينيكو كالابرون وإلفيو بيشروني في الثمانينات وعام 1983 عندما بدأت عملها في نحت إصدارات رائعة من الحيوانات المُتَخيّلة في البرونز.
عرضت منحوتاتها في المعارض الكبرى في الخارج ولكن في كثير من الأحيان في ساو باولو. وقد باعت الفن لهواة جمع العملات الوطنية والخاصة في أكثر من عشرة بلدان.
عندما كانت تبلغ من العمر 90 عامًا، أمضت أربعة أشهر في العمل في تمثال عُرض في أحد الشوارع في عام 2000. واحتفلت بالعمل لمدة 500 عام في البرازيل. يظهرالتمثال شعوب العالم تعانق شجرة. كانت سعيدة بتضمين بلدها الأم لبنان لكنها خاب أملها لأن شخصًا ما سرق حجرًا من أسفل اختارته بشكل خاص.
للاحتفال بعيد ميلادها الـ 95، أجرت جاليريا إستاساو معرضًا مجانيًا لستة من منحوتاتها الكبيرة. تم إنشاء جميع هذه الأعمال منذ عام 2000 وتم صبها من الألمنيوم.

## جوائز
فازت عيد بجائزة في البينالي الأول لذكرى أمريكا اللاتينية للفنون التشكيلية في بوينس آيرس، وحصلت على المركز الأول في معرض شابل للفن المعاصر في ساو باولو.

## حياتها الخاصة
تزوجت من كليم عيد عندما كانت في العشرين من عمرها ولديها أربعة أبناء.